# 熊頜獸屬
熊頜獸屬（學名：Arctognathus）又譯熊顎獸，是已滅絕合弓綱的一屬，屬於獸孔目的麗齒獸亞目，化石發現於南非卡魯盆地的小頭獸組合帶（Cistecephalus assemblage zone），地質年代為二疊紀晚期的吳家坪階。熊頜獸的頭顱骨長18公分，完整身長估計約1.1公尺。
模式種是A. curvimola，是在1876年被理查·歐文敘述、命名，當時為雷塞獸的一種。在1911年，羅伯特·布魯姆（Robert Broom）將這個種獨立為新屬，熊頜獸的屬名意為「熊的下頜」。

## 圖片
- 數種獸齒類的頭部比較：熊頜獸、狼鱷獸、原鼩龍獸